# Marcos Aguirre
Marcos Sebastián Aguirre (* 30. März 1984 in Arroyito) ist ein ehemaliger argentinischer Fußballspieler. Er spielt auf der Position eines rechten Mittelfeldspielers.

## Spielerkarriere
Marcos Aguirre startete seine Karriere als Fußballer bei Club Atlético Lanús in seiner argentinischen Heimat im Jahre 2004. Dort konnte er sich schnell durchsetzen und regelmäßig spielen. Er war Bestandteil der Mannschaft, die die Apertura 2007 gewann und somit den ersten Meistertitel in der Vereinsgeschichte von Lanús. Für die Rückrunde der Saison 2007/2008 war der kleine, aber dafür schnelle und wendige Flügelspieler, der meist auf rechts eingesetzt wird an den spanischen Erstliga-Aufsteiger Real Valladolid ausgeliehen. Sein Debüt für Valladolid gab er am 22. Spieltag bei der 0:2-Heimniederlage gegen den FC Valencia.
Nach neun torlosen Einsätzen kehrte Aguirre in seine argentinische Heimat zurück. Valladolid lieh ihn abermals für ein Jahr aus. Mitte 2009 kehrte er schließlich nach Lanús zurück. Dort qualifizierte er sich in der Saison 2009/10 für die Copa Libertadores. In den folgenden Spielzeit verlor er seinen Stammplatz und kam nur noch unregelmäßig zum Einsatz. Für die Clausura 2011 wurde er an Arsenal de Sarandí ausgeliehen.
Mitte 2011 verließ Aguirre Lanús und schloss sich CA San Martín de San Juan an, das gerade in die Primera División aufgestiegen war. Dort konnte er sich nicht durchsetzen und kam nur dreimal zum Einsatz. Anfang 2012 wechselte er zu Nacional Montevideo nach Uruguay. Dort konnte er sich ebenfalls keinen festen Platz im Team erkämpfen und wurde nur sechsmal eingesetzt. Dennoch gewann er die Meisterschaft 2011/12. Im Juli 2012 verließ er den Klub wieder und schloss sich Instituto AC Córdoba an, das in der Primera B Nacional spielte. Ein Jahr später heuerte er bei venezolanischen Erstligisten Aragua FC an, kehrte Mitte 2014 zu Instituto AC Córdoba zurück.
Anfang 2015 wechselte Aguirre zu CD Antofagasta nach Chile. Dort kam er als Stammkraft im Mittelfeld regelmäßig zum Einsatz. Die Apertura 2015 schloss er mit seiner Mannschaft auf dem letzten Platz ab. Im Januar 2016 ging er zu Atlético Bucaramanga nach Kolumbien. Er kämpfte mit seinem Team in der Saison 2016 um den Klassenerhalt. Mitte 2016 verließ er den Klub wieder und wechselte zu Nueva Chicago zurück nach Argentinien. Der Klub spielte im Mittelfeld der Primera B Nacional. Aguirre kam 16 Mal zum Einsatz. Mitte 2017 heuerte er bei Deportivo Pasto in Kolumbien an. Seit Mitte 2018 spielt er für CA Talleres wieder in Argentinien. Mitte 2019 wechselte er zu Deportivo Camioneros aus dem Torneo Federal A. Nach dieser Saison beendete er seine Profikarriere.

## Erfolge
- Apertura 2007 mit Club Atlético Lanús
- Uruguayischer Meister 2011/12 mit Nacional Montevideo